# Gmina Dobiegniew
Die Gmina Dobiegniew [dɔ'bʲɛgɲɛf] ist eine Stadt-und-Land-Gemeinde im Powiat Strzelecko-Drezdenecki der Woiwodschaft Lebus in Polen. Ihr Sitz ist die gleichnamige Stadt Dobiegniew (deutsch Woldenberg) mit etwa 3050 Einwohnern.

## Geographie
Die Gemeinde liegt im äußersten Norden der Woiwodschaft in der historischen Neumark. Sie hat eine Fläche von 351 km² und grenzt im Norden an die Woiwodschaft Westpommern und im Osten an die Woiwodschaft Großpolen. Die Stadt Gorzów Wielkopolski (Landsberg an der Warthe) liegt 35 Kilometer südwestlich.
Ihr Hauptort liegt an der Landesstraße DK22 und an der Bahnstrecke Stettin–Posen.
Der Osten der Gemeinde ist Teil des Nationalparks Drawa.

## Gliederung
Die Stadt-und-Land-Gemeinde Dobiegniew gliedert sich neben der Stadt selbst in 13 Schulzenämter, die 51 Dörfer, Ortschaften und Wohnplätze umfassen: 
Chomętowo (Hermsdorf), Chrapów (Grapow), Czarnolesie (Kesselgrund), Derkacze (Dicking), Dębogóra (Eichberg), Głusko (Steinbusch), Grabionka (Grabershof), Grąsy (Gramsfelde), Jarychowo (Neuhütte), Kępa Zagajna (Friedrichslust), Lipinka (Jägersburg), Lubiewko (Brandsheide), Łęczyn (Lenzenbruch), Ługi (Lauchstädt), Mierzęcin (Mehrenthin), Osiek (Wutzig), Ostrowiec (Rohrsdorf), Podlesiec (Waldowshof), Radachowo (Heidekavel), Radęcin (Regenthin), Sarbinowo (Schüttenburg), Sławica (Krügergrund), Słonów (Schlanow), Słowin (Lämmersdorf), Stare Osieczno (Hochzeit) und Wołogoszcz (Wolgast).

## Persönlichkeiten
- Hans von Strantz (1739–1815), preußischer Generalmajor, starb 1815 auf seinem Gut Grapow
- Karl Wilhelm von Waldow (1777–1836), preußischer Generalmajor, geboren auf Wolgast.